# Lupinus oreganus
Lupinus oreganus är en ärtväxtart som beskrevs av Amos Arthur Heller. Lupinus oreganus ingår i släktet lupiner, och familjen ärtväxter.

## Underarter
Arten delas in i följande underarter:
- L. o. kincaidii
- L. o. oreganus